# Щедрик (фильм)
«Щедрик» — украинская историческая драма режиссера Олеси Моргунец-Исаенко по сценарию Ксении Заставской, вышедшая в прокат на Украине 5 января 2023 года. Мировая премьера прошла 4 марта 2022 года. Дистрибьюторами фильма выступают FILM. UA Distribution и Kinomania Film Distribution. Имеет другие названия: Szczedryk (Польша) и Carol of the Bells (Великобритания).
В фильме рассказывается о жизни трёх семей разных национальностей: украинцев, поляков и евреев, объединённых общей бедой – войной. После репрессивной системы СССР они чувствуют на себе карательную машину Третьего Рейха .

## Сюжет
В центре внимания дети из трёх семей: украинской, польской и еврейской. Они живут в городе Станиславове (ныне — Ивано-Франковск) по соседству в одном доме. Карательный режим СССР, пришедший в 1939 году, лишил детей их родителей. А когда на Советский Союз напала нацистская Германия и началась Великая Отечественная война, они испытывают все тяготы вражеской оккупации Третьего Рейха, похожей на безысходность. Обездоленные девочки попадают к преподавательнице пения Софии. Ее дочь Ярослава больше всего стремилась примирить мир волшебной мелодией украинского «Щедрика». Всю войну они живут, как одна семья, поют песни и ждут освобождения. Но приход Красной армии и восстановление советской власти превращает их жизнь в ещё большие тяготы: заменив добровольное заключение на принудительное. Чиновники силой вывозят маленьких девочек из созданного Софией приюта в детский дом. Также они убивают немецкого мальчика, которого взяла в приют мама-украинка, потому что подозревают его в нацистской деятельности, несмотря на то, что это всего лишь ребенок. В условиях жестокого перевоспитания, послевоенных притеснений и противостояния социалистического СССР с миром, девушки не теряют своей национальной идентичности. Слова и музыка «Щедрика» Николая Леонтовича соединила их судьбы и через десятилетия в сплошном мраке немецкого и советского порабощения. Для подчеркивания разнообразия культур, в фильме звучат праздничные песни, присущие каждой из представленных национальностей. Авторы фильма также сосредоточили внимание на уникальные традиции празднования Рождества у поляков и украинцев.

## В ролях

### В главных ролях
- Яна Королёва — София Иванюк, преподавательница пения
- Андрей Мостренко — Михаил Иванюк, отец украинской семьи, муж Софии
- Полина Громова — Ярослава Иванюк, дочь Софии (в детстве)
- Анастасия Матешко — Ярослава Иванюк (взрослая)
- Иоанна Опозда — Ванда Калиновская, мать польской семьи
- Мирослав Ганишевский — Вацлав Калиновский, отец польской семьи
- Кристина Ушицкая — Тереза Калиновская (в детстве)
- Оксана Муха — Тереза Калиновская (взрослая)
- Томаш Собчак — Исаак Гершкович, отец еврейской семьи
- Алла Бінеева — Берта Гершкович, жена Исаака
- Евгения Солодовник — Дина Гершкович (в детстве)
- Татьяна Круликовская — Дина Гершкович (взрослая)
- Милана Галадюк — Талия Гершкович (в 1939)
- Дарина Галадюк — Талия Гершкович (в 1941)

### В ролях
- Светлана Штанько — Мария
- Якоб Вальзер — Вальтер Крампе
- Янина Руденская — Ирма Крампе
- Тимофей Дмитриенко — Генрих Крампе
- Анастасия Атаманчук — Эльза, горничная у Крампе
- Офицеры НКВД: Андрей Исаенко, Иван Пастушенко, Владимир Абазопуло, Андрей Маслов-Лисичкин
- Офицеры СД: Александр Половец, Игорь Салимонов
- Воры: Вадим Курилко, Владимир Кравчук
- Никита Фадеев — оуновец
- Денис Тарасов — советский солдат
- Александр Ганноченко — администратор в ресторане
- Амина Колюбаева — ученица Софии
- Эрика Колюбаева — Наташа
- Евгений Оскин — Бронислав Брзозовский, врач
- Анна Сурикова — продавщица на рынке
- Галина Корнеева — директор детского приюта
- Ирина Лазер — преподавательница пения в приюте
- Виктор Жданов — Плахин (солдат в приюте)
- Артём Колюбаев — Комаров (солдат в приюте)
- Анна Бирзул — фанатка в аэропорту
- Тарас Босак — фанат в аэропорту
- Реконструкторы Второй мировой войны: Игорь Чуйко, Евгений Чуйко, Игорь Борщик, Юрий Лепеха, Евгений Иванов, Владислав Садовый, Александр Шаповалов, Алексей Усенко, Петр Явдощук, Эдуард Кукин, Виктор Люсиченко, Олег Сорокопуд

## Производство
Фильм по сценарию Ксении Заставской снят в копродукции Украины и Польши украинским режиссером Олесей Моргунец-Исаенко. Финансирование проекта осуществлено в равных частях украинской и польской сторонами. Украинскую долю финансирования взяло на себя Государственное агентство Украины по вопросам кино.

### Съёмка
Кастинг актёров длился 2 месяца. Дольше всего искали актеров на роли детей, а также актрису на роль Софии Иванюк. Яна Королёва сыграла в «Щедрике» свою первую главную роль в полнометражном кино.

## Релиз
Мировая премьера состоялась 4 марта 2022 года. Фильм уже увидели во многих странах мира: Польше, Израиле, США, а также в Нигерии. В частности, демонстрация фильма проходила в Риме в сентябре 2022. Премьера на Украине состоялась 5 января 2023 года, когда картина стартовала в украинском прокате.

### Диджитал-прокат
На стриминговой платформе «Netflix» премьера фильма состоялась 13 декабря 2023 года.

## Награды и знаки отличия
Фильм отметили как лучший на фестивале Women's International Film Festival Nigeria (WIFFEN).